# Schatzkammer der Kathedrale von Lüttich
Die Schatzkammer der Kathedrale von Lüttich bietet in zehn thematischen Sälen einen Rundgang durch die Kunst und die Geschichte des ehemaligen Hochstifts Lüttich.
Zu sehen sind insbesondere Goldschmiedearbeiten (Büstenreliquiar des heiligen Lambertus), Reliquienschrein Karl der Kühne und des heiligen Kreuzes, byzantinisches und maasländisches Elfenbein (Elfenbein der drei Auferstehungen), Handschriften, Skulpturen sowie eine Sammlung von Textilien der Hochkultur (die beiden Totenhemde des heiligen Lambertus aus dem 8. und 11. Jahrhundert) und liturgische Paramente.

## Entwicklung des Museums
Der Domschatz wird von der a.s.b.l. Trésor Saint-Lambert verwaltet, die 1992 gegründet wurde. Sie steht unter der Leitung des Bischofs von Lüttich und des Dekans des Kathedralkapitels und hat sich zum Ziel gesetzt, die Kräfte aus verschiedenen Bereichen zu bündeln, um die Erhaltung dieses außergewöhnlichen Kunstschatzes zu fördern.
Der größte Teil des Schatzes stammt aus der ehemaligen Lambertuskathedrale in Lüttich, die 1794 während der Revolution in Lüttich zerstört wurde.
Nach einer ersten Renovierung im Jahr 2008 wird das Museum erneut umgebaut, um sich zu vergrößern. Die neue Szenografie entsteht 2016.

## Die zehn Schatzkammern

### Saal des Fürstbischofs
Dieser Saal ist mit einem viersprachigen Terminal, einem Stadtplan und einer alten Ansicht von Lüttich (um 1650) für pädagogische Zwecke ausgestattet.
Links vom Eingang befinden sich die Hauptwerke der ehemaligen Lambertuskathedrale: die Ikone der Jungfrau von Saint-Luc, byzantinisches und maasländisches Elfenbein (Ivoire des Trois Résurrections) und mittelalterliche Goldschmiedearbeiten.
Auf der rechten Seite befindet sich ein großes Podium mit Goldschmiedearbeiten mit Lütticher Stempeln: etwa siebzig Stücke sind erhalten, darunter die größte Silberstatue einer Jungfrau mit Kind, die so genannte Jungfrau der Advokaten, und einige Werke von Henri Flémal, einem Lütticher Goldschmied und Bruder des Malers Bertholet Flémal, der im zweiten Stock im Saal des Ecolâtre erwähnt wird.

### Saal des Großpropstes
Dieser Raum bietet eine Erinnerung an den Palast der Fürstbischöfe, begleitet von einer audiovisuellen Dokumentation über das Gebäude.
In der Mitte ist der Hubertusschlüssel ausgestellt, ein Werk aus gegossenem Messing (12. und 13. Jahrhundert), das eine Späne enthält, die angeblich aus den Fesseln des heiligen Petrus stammt.
Im Kryptenkeller befindet sich der Bleisarg des Fürstbischofs Erhard von der Mark.
In einer Vitrine befindet sich neben einem Reliquienschrein des Heiligen Hubertus ein silberner Hanap (15. Jahrhundert).

### Saal des Dekans
Dieser Saal ist der Erinnerung an die ehemalige Lambertuskathedrale gewidmet, die während der Lütticher Revolution zerstört wurde, und zeigt eine Auswahl von Stichen aus der Sammlung der ehemaligen Abtei Val-Dieu, die in der Schatzkammer aufbewahrt wird.
Zur Unterstützung dieser Sammlung wird dem Publikum ein audiovisueller Film mit einer 3D-Rekonstruktion dieser ehemaligen Kathedrale angeboten.
Gegenüber dieser Reihe von Stichen befindet sich ein Ganzkörperbild des Suffraganbischofs Charles Antoine de Grady, das dem Malmedyer Maler Louis-Félix Rhénasteine zugeschrieben wird.

### Saal des Chantre
Auswahl von Goldschmiedearbeiten (17.–19. Jh.) aus den heutigen Pfarrkirchen von Lüttich: St. Denis (ehemalige Stiftskirche), St. Christophe, St. Catherine usw.
Parallel dazu erinnert eine audiovisuelle Animation an die ehemaligen Stiftskirchen von Lüttich: St. Pierre, St. Martin, St. Paul, St. Denis, Heilig Kreuz, St. Johann, St. Barthélemy und ab 1785 St. Jakob (ehemalige Benediktinerabtei).

### Saal der Archidiakone
Rekonstruktion des Grabes (16. Jh.) eines italienischen Bischofs, der um das Jahr 1000 nach Lüttich ausgewandert war (Grab von Bischof Jean) und Erinnerung an die Kirche St. Jakob, mit der Präsentation einiger Goldschmiedearbeiten aus ihrem Schatz.
Erinnerung an die bischöflichen Attribute der verschiedenen Lütticher Bischöfe des 19. und 20. Jahrhunderts (Mitra, Stab, Bischofsring, Brustkreuz usw.) und an die Persönlichkeit von Charles d’Argenteau, Erzbischof Titularerzbistum Tyrus und Dekan des Kathedralkapitels, anhand einiger Goldschmiedearbeiten, die er während seiner langen Karriere anfertigen ließ, darunter sein Bischofsstuhl aus Silber (faldistoire).
Triptychon von Jean Ramey mit u. a. einer Kreuzabnahme.

### Léon-Dewez-Saal (Raum für temporäre Ausstellungen)
Dieser Raum, der nach dem ehemaligen Direktor des Diözesanmuseums, Léon Dewez, benannt ist, dient als Raum für Sonderausstellungen.
Wenn keine Sonderausstellung stattfindet, zeigt dieser Saal eine Auswahl an Drucken aus dem Bestand der ehemaligen Kloster Val-Dieu, darunter einige Bände mit Drucken, die von dem enzyklopädistischen Mönch Servais Duriau angefertigt wurden.

### Raum Karl der Kühne
Dieser Saal ist einem Werk von internationaler Bedeutung gewidmet: dem sogenannten Reliquiar Karl der Kühne (um 1467) aus Gold, vergoldetem Silber, Emaille und Bergkristall.
In diesem Saal wird auch ein weiteres bedeutendes Werk aus dem Schatz der ehemaligen Lambertuskathedrale präsentiert: das Reliquiar des Wahren Kreuzes (um 1420) aus Gold, Silber, Emaille und Bergkristall.

### Saal des Schellacks
Dieser Saal beherbergt die Ausstellung des Museums „Bertholet Flémal“, des bedeutendsten Lütticher Malers des 17. Jahrhunderts und Kanonikers von Saint-Paul, mit einer Auswahl seiner Lütticher Werke.
Aufgrund seiner Akustik wird der Saal auch für Konferenzen und Konzerte genutzt.

### Saal du Coûtre
In diesem Raum wird die Seidenstraße mit Hilfe eines audiovisuellen Mediums dargestellt.
Damit verbunden ist eine Präsentation der wichtigsten Stücke der Sammlung von Textilien aus der Hochkultur (7. bis 15. Jahrhundert), zu denen auch zwei Grabtücher des Heiligen Lambertus gehören.
Das Prunkstück dieses Raumes ist der Reliquienschrein mit der Büste des heiligen Lambertus, ein Meisterwerk der Goldschmiedekunst aus der Zeit um 1512.
Schließlich enthält dieser Flügel eine Auswahl liturgischer Gewänder (18.–19. Jh.), die in der Nähe der hölzernen Seelen des ehemaligen Schreins des heiligen Lambertus (15. Jh.?) und des Schreins der heiligen Madelberta (15. Jh.) aufgestellt sind.

### Saal des Chorherren und Zimmer des Kanonikers van der Meulen.
In der Mitte des Saals befindet sich das Messgewand Davids von Burgund (drittes Viertel des 15. Jahrhunderts; italienische Goldschmiedekunst und Samt), eines der Hauptwerke der Sammlung liturgischer Gewänder, deren klimatisierte Lagerräume sich im oberen Teil des Saals befinden (für das Publikum nicht zugänglich).
Parallel dazu ist die Entwicklung des Gekreuzigten zwischen dem 13. und 16. Jahrhundert und einiger anderer Statuen der Diözese zu sehen. Hinter dieser Sammlung befindet sich der „Saal des Kanonikers van der Meulen“, der die Jungfrau mit dem Schmetterling, das älteste in Lüttich erhaltene Gemälde (um 1459), in Auftrag gegeben hat. In diesem Raum befinden sich auch eine Gregorsmesse (deutsche Schule, Anfang 16. Jh.) und die Archivtruhe (14. Jh.?) aus der ehemaligen Stiftskirche Saint-Paul.

## Klassifizierte Güter
Der Schatz zählt acht Güter, die als bewegliches Kulturerbe der Französischen Gemeinschaft klassifiziert sind.
| Kategorie      | Unterkategorie    | Name des Werkes | Datation                                                           | Bild | BALaT         | Datum der Einstufung (Erscheinen im Belgischen Staatsblatt) |
| -------------- | ----------------- | --- | ------------------------------------------------------------------ | ---- | ------------- | ----------------------------------------------------------- |
| Bildende Kunst | Skulptur          | Elfenbein der drei Auferstehungen                                                                                           | ca. 1025–1060                                                      |      | [ 10 ]        | 14.05.2012 (11.07.2012)                                     |
| Bildende Kunst | Goldschmiedekunst | Reliquiar von Karl dem Kühnen in seiner Gesamtheit, einschließlich des Originalkissens von Gérard Loyet                     | ca. 1467–1471                                                      |      | [ 11 ]        | 26.03.2010 (28.09.2010)                                     |
| Bildende Kunst | Goldschmiedekunst | Büstenreliquiar des Heiligen Lambertus in seiner Gesamtheit einschließlich Bischofsstab und Ährengriff, Hans von Reutlingen | ca. 1508                                                           |      | [ 12 ]        | 26.03.2010 (28.09.2010)                                     |
| Bildende Kunst | Goldschmiedekunst | Die Jungfrau der Anwälte | 1666                                                               |      | [ 13 ]        | 23.11.2010 (08.02.2011)                                     |
| Bildende Kunst | Goldschmiedekunst | Gemälde-Reliquiar des Wahren Kreuzes                                                                                        | ca. 1410–1420 – spätestens 10. Juli 1483                           |      | [ 14 ]        | 14.05.2012 (11.07.2012)                                     |
| Bildende Kunst | Goldschmiedekunst | Schlüsselreliquiar von Saint-Hubert                                                                                         | 12. oder 13. Jahrhundert                                           |      | [ 15 ]        | 16.06.2012 (07.09.2012)                                     |
| Bildende Kunst | Textilien         | Kasel und Stola von David von Burgund                                                                                       | 3. Viertel des 15. Jahrhunderts                                    |      | [ 16 ]        | 01.09.2011 (24.10.2011)                                     |
| Bildende Kunst | Textilien         | Erstes und zweites Grabtuch des Heiligen Lambertus                                                                          | 701–800 für den ersten, 950–1030 (C-14-Datierung) für den zweiten. |      | [ 17 ] [ 18 ] | 23.04.2021                                                  |